# Glenea leptis
Glenea leptis là một loài bọ cánh cứng trong họ Cerambycidae.